# Web Therapy (serie de televisión)

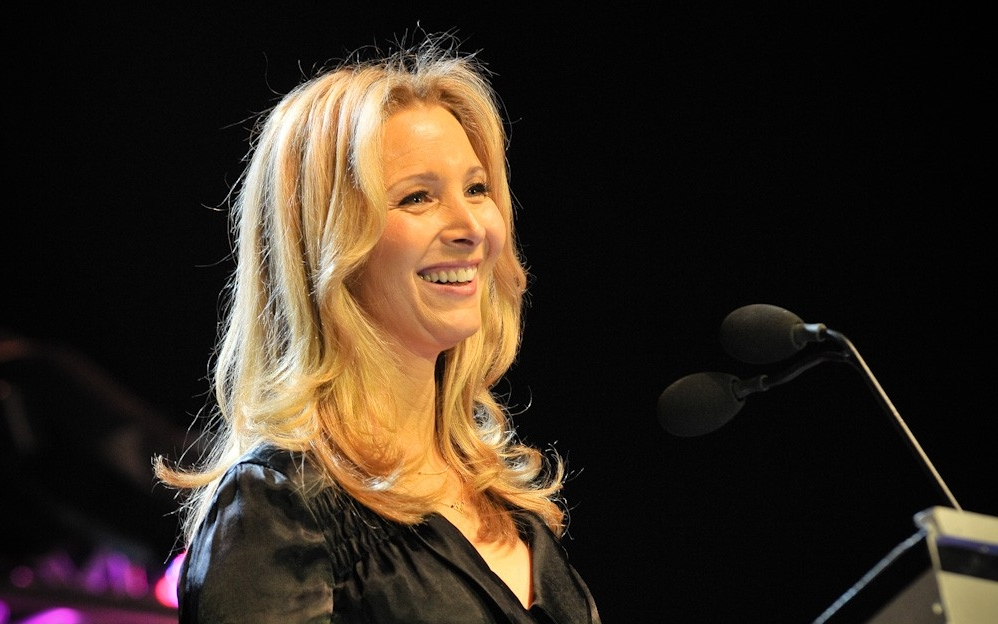
Lisa Kudrow en los premios streamy 2009

Web Therapy es una serie de comedia estadounidense que se estrenó en Showtime el 19 de julio de 2011. Está basada en la serie web del mismo nombre y está protagonizada por Lisa Kudrow como Fiona Wallice, una terapeuta que trabaja con pacientes a través de Internet.
Web Therapy inicialmente recibió críticas mixtas de los críticos, pero desde entonces ha recibido críticas más positivas, y muchos críticos elogiaron el desempeño de Kudrow.
El 11 de agosto de 2015, Showtime canceló la serie después de cuatro temporadas.

## Sinopsis
La serie sigue a Fiona Wallice, una terapeuta que ha concebido una nueva forma, o como Fiona la llama pretenciosamente, una nueva "modalidad" de terapia: la "terapia web" titular. En su opinión, la versión tradicional de la terapia de "50 minutos por hora" le da a la gente demasiado margen para hablar de cosas irrelevantes. Al acortar drásticamente el tiempo de la sesión, espera obtener resultados más rápidamente. Las sesiones se graban con la esperanza de atraer inversores para que promuevan su nueva técnica como una opción de terapia en todo el mundo.

## Reparto
- Lisa Kudrow como Fiona Wallice, una terapeuta web autoproclamada que ofrece sesiones de terapia rápida a través de Internet. Al comienzo de la primera temporada, se enfoca en construir su propia franquicia, especialmente después de haber estado involucrada en un misterioso escándalo hacia el final de su anterior carrera en finanzas. La serie revela gradualmente que Fiona tiene tantos problemas como sus pacientes: era obesa cuando era niña; fue ignorada por sus padres a favor de su hermana; estuvo a punto de ser expulsada de la universidad por plagio y por acostarse con su profesor; y su esposo, Kip, es secretamente gay. Ella se niega a reconocer cualquiera de estos problemas, sin embargo, y no es lo suficientemente inteligente como para darse cuenta de que la mayoría de las personas en su vida no le agradan, y es demasiado narcisista al cuidado. Sin embargo, eventualmente desarrolla un lado más suave, a medida que aprende a preocuparse (a su manera) por las personas que la rodean.

### Reparto recurrente
- Dan Bucatinsky como Jerome Sokoloff, un trabajador de servicios para empleados de Visa que es el único remanente de Fiona de sus sesiones de 50 minutos. Después de un intento desastroso de usar el aparente incesto de Jerome y Hayley para sacar provecho de Web Therapy, ella lo usa para controlar las actividades extracurriculares de su esposo. Esto hace que Jerome pierda su trabajo debido a su asertividad alarmante, pero para compensar eso, ella le da un trabajo como asistente personal. Además de ayudar a Fiona a escribir su libro, Jerome incursiona en proyectos paralelos sin el consentimiento de Fiona (envía capítulos no utilizados al editor de Fiona, hace arreglos para que Hayley la acompañe en el viaje de Fiona para visitar Allegra, ayuda a Hayley con dos proyectos cinematográficos que contienen elementos de su vida y le permite Hayley para quedarse en Fiona'

- Victor Garber como Kip Wallice, el sufrido esposo en el armario de Fiona durante 19 años (desde 1994), quien también es su abogado. Fiona descubre sus inclinaciones sexuales cuando Robin le dice que Kip trató de seducirla porque pensó que era un travesti; ella también se entera de su vida secreta después de encontrar recibos de pornografía gay y juguetes sexuales. Cuando ella lo confronta por su comportamiento, él niega que sea gay, alegando que hay una conspiración en su contra y que compró los artículos para la despedida de soltero de un compañero de trabajo. Luego dice que quiere que ella sea su esposa mientras se postula para el Congreso. Fiona se ve obligada a desempeñar el papel de esposa solidaria durante un tiempo, incluso a expensas de su romance con Austen, pero su descubrimiento de la relación de Kip con Ben reconfirma sus sospechas anteriores, y no tarda mucho en dejar que Robin revele la relación. a través de imágenes grabadas. Mientras Kip y Ben van a Nuevo México después, Kip y Fiona comienzan los trámites de divorcio para seguir adelante con sus vidas.

- Lily Tomlin como Putsy Hodge, la madre rica y sin amor de Fiona. Putsy piensa que la terapia web es una ridícula pérdida de tiempo y una vergüenza, y se lo hace saber a Fiona en términos muy claros. Inicialmente presentada como una mujer que parece favorecer a Kip sobre sus dos hijas, Putsy desarrolla una personalidad mentalmente inestable cuando acoge a un hijo que dio en adopción mucho antes de casarse con el padre de Fiona, lo que hace que Fiona evite que le robe, comienza a exhibe un comportamiento aún menos maternal hacia sus nietos, e incluso comienza un negocio de Net Therapy que compite con Fiona's Web Therapy.

- Jennifer Elise Cox como Gina Spinks, la tonta recepcionista del antiguo lugar de trabajo de Fiona y su mejor amiga. Gina admira a Fiona como modelo a seguir y sigue su consejo, y Fiona ve a Gina como la única conexión femenina con su antiguo lugar de trabajo. Gina está allí para proporcionar favores a Fiona en relación con sus inversores en Web Therapy, y puede brindar información importante sobre sus compañeros de trabajo, incluido Richard, y, a cambio, Fiona le da consejos sobre relaciones a Gina, la ayuda a encontrar un trabajo en Alaska durante tiempos difíciles, y la ayuda a ella y a Austen a redactar los términos de un acuerdo prenupcial en su mayoría a favor de Gina. Su estrecha amistad es tan fuerte que se involucran en charlas sin alcohol juntas y se involucran en "charlas de chicas" incluso cuando hay otras personas en la habitación.

- Tim Bagley como Richard Pratt, excompañero de trabajo de Fiona cuyos problemas de relación resuelve Fiona. Luego, sin darse cuenta, desorienta la relación, lo que hace que Richard desarrolle sentimientos por ella. Él la acecha hasta que Fiona amenaza con terminar el contacto entre ellos a menos que baje el tono de su comportamiento. Más tarde, Fiona le consigue un trabajo en la campaña de Kip, durante la cual comienza a salir con Robin. Sin embargo, Robin piensa que esto es solo porque todavía está enamorado de Fiona. Fiona descubre que Robin está siendo hiriente con Richard y despide a Robin. Richard lo toma como un gesto romántico. Sin embargo, se casa con Robin poco después, aunque todavía siente que su comportamiento condescendiente lo está afectando.

- Julie Claire como Robin Griner, una documentalista de Gossip Girl que intenta comenzar una relación con Kip, descubre primero sus tendencias homosexuales y se convierte en la principal antagonista de la serie. Quiere reunirse con Fiona, pero después de descubrir su versión de la historia, amenaza con publicar su grabación de la conversación a menos que consiga un trabajo en la campaña. El trabajo no dura mucho ya que Fiona descubre que Robin está saliendo con Richard como un rebote, tiene cintas que exponen la relación de Kip y Ben y es condescendiente con Richard; él la despide. Después de publicar las cintas y poner en peligro la campaña, Robin se casa con Richard, tiene una aventura que deja en duda la paternidad de su hijo, y Fiona se pone en contacto con ella para entregar las cintas para demostrar su inocencia, mientras que Fiona también expresa interés en su trabajo y reunirse.

- Alan Cumming como Austen Clarke, un magnate mundial de los medios que hace buenas obras a personas en países pobres y el principal interés amoroso de Fiona. Fiona parece tener mucho más en común con Austen que con su propio esposo, y es por suerte que consigue tanto un contrato de publicación de libros como un posible romance con él. Su romance se suspendió a largo plazo dos veces, la primera vez fue la campaña de Kip, para la cual Austen se convierte en patrocinador, y la segunda cuando Fiona descubre que Austen pudo haber dejado embarazada a Gina durante su tiempo separados. Mientras Fiona intenta distanciarse de Austen, él logra ganarse el perdón de Fiona comprándole un ático de ensueño en Nueva York y dejando de lado la Terapia Web de Putsy.

- Rashida Jones como Hayley Feldman-Tate, la prometida de Jerome y luego su esposa. Después de algunas sesiones de rivalidad entre hermanos con las que se sintió incómoda, Hayley ha desarrollado una personalidad extraña, ya que espera que Jerome maneje y pague sus costosas demandas para la boda, es arrestada por unas tijeras misteriosas en su equipaje antes de su viaje, entretiene a los clientes en La casa de Fiona en Nueva York, y su sustituto menciona que odia a Fiona. Sin embargo, además de eso, ayuda a Jerome a ayudar a reelaborar el libro de Fiona, se convierte en escritora principal de la adaptación cinematográfica y se convierte en la asistente personal de Fiona mientras Jerome se despide, pero Fiona piensa que Hayley es menos confiable que Jerome.

- Michael McDonald como Ben Tomlund, director de campaña de Kip. Choca con Fiona en varios temas, es el primero en advertirle activamente que suspenda su modalidad de tratamiento para obtener su acreditación, y Fiona descubre que tiene una aventura con Kip. Después de la campaña, Fiona sospecha que Ben está tratando de tenderle una trampa durante una investigación.

### Estrellas invitadas
Los antiguos compañeros de reparto de Friends de Kudrow, David Schwimmer, Matthew Perry, Matt LeBlanc y Courteney Cox, han aparecido como estrellas invitadas en Web Therapy. Otras estrellas invitadas que han aparecido en el transcurso de la serie incluyen: Maulik Pancholy, Steven Weber, Bob Balaban, Jane Lynch, Rosie O'Donnell, Selma Blair, Conan O'Brien, Molly Shannon, Steve Carell, Minnie Driver, Meryl Streep, Julia Louis-Dreyfus, Meg Ryan, Sara Gilbert, Chelsea Handler, Megan Mullally, Mae Whitman, Darren Criss, Billy Crystal, Calista Flockhart, Jon Hamm, Caspar Lee, Gwyneth Paltrow, Dax Shepard, Craig Ferguson, Jesse Tyler Ferguson, Lauren Graham, Nina García, Allison Janney y Christina Applegate.
Kudrow se acercó a Jennifer Aniston para que apareciera como estrella invitada antes de que se cancelara la serie.

## Episodios
| Temporada | Temporada | Episodios | Episodios | Emisión original      | Emisión original         |
| Temporada | Temporada | Episodios | Episodios | Primera emisión       | Última emisión           |
| --------- | --------- | --------- | --------- | --------------------- | ------------------------ |
|           | 1         | 10        | 10        | 19 de julio de 2011   | 20 de septiembre de 2011 |
|           | 2         | 11        | 11        | 2 de julio de 2012    | 9 de septiembre de 2012  |
|           | 3         | 10        | 10        | 23 de julio de 2013   | 24 de septiembre de 2013 |
|           | 4         | 12        | 12        | 22 de octubre de 2014 | 28 de enero de 2015      |

## Producción
En abril de 2010, Showtime anunció planes para transmitir los episodios en línea en la televisión con escenas adicionales filmadas para adaptarse al formato de media hora. La versión televisiva contó con 10 episodios de media hora en su primera temporada. La serie es producida por Lisa Kudrow, Diane Charles, Ron Qurashi y Dan Bucatinsky, producida por Jodi Binstock, co-ejecutiva producida por Jodi Binstock y David Codron, y la productora Is or Isn't Entertainment. La serie tiene todas las estrellas invitadas de la serie en línea que aparecen.
En diciembre de 2011, Showtime renovó Web Therapy para una segunda temporada de 11 episodios, que se estrenó el 2 de julio de 2012. El 16 de noviembre de 2012, Web Therapy fue renovada por Showtime para una tercera temporada de 10 episodios. El 14 de enero de 2014, Showtime renovó Web Therapy para una cuarta temporada de 12 episodios.

### Reparto
La serie de televisión presenta más de la vida personal de Fiona en lugar de solo sus sesiones con pacientes, y presenta a Victor Garber como Kip Wallice, el sufrido esposo de Fiona que también es su abogado, y Lily Tomlin como Putsy Hodge, la madre de clase alta de Fiona que es tener problemas de dinero. Putsy cree que la terapia web es una ridícula pérdida de tiempo y una vergüenza, y se lo hace saber a Fiona en términos muy claros. Los nuevos miembros del elenco presentados para la serie de televisión incluyen: Jennifer Elise Cox como Gina Spinks, la tonta recepcionista en el antiguo lugar de trabajo de Fiona, y Maulik Pancholy como Kamal Prakash, un trabajador de TI de la oficina de Kip a quien Fiona recluta para ayudar a configurar su sistema de Internet.

## Recepción
La primera temporada de Web Therapy recibió críticas mixtas, con una puntuación de 55 sobre 100 en Metacritic, según 10 críticos, lo que indica "críticas mixtas o promedio". En Rotten Tomatoes, la primera temporada del programa tiene una calificación del 45%, según 11 reseñas, con una calificación promedio de 5/10. El consenso del sitio dice: " Web Therapy rápidamente desgasta su bienvenida al no proporcionar risas consistentes o una trama energizante". Sal Cinquemani de Slant Magazine dijo que "la a menudo dolorosa Web Therapy depende casi por completo de su diálogo y actuación". Maria McNamara de Los Angeles Times, le dio a la temporada una crítica positiva y dijo que el programa es "innovador e hilarante". Las actuaciones de las estrellas invitadas, como Lily Tomlin y Meryl Streep, han recibido elogios.
La segunda temporada recibió elogios de la crítica, con una puntuación de 83 sobre 100 en Metacritic, y muchos críticos elogiaron la química entre Kudrow y las estrellas invitadas del programa. Jessica Shaw de Entertainment Weekly elogió la escritura del programa: "Lisa Kudrow es hilarante como la psiquiatra en línea Fiona Wallice, pero su verdadero talento es hacer que quienes la rodean sean aún más divertidos". Curt Wagner de Red Eye elogió las habilidades de improvisación del elenco y escribió: "Es en su mayoría improvisado, lo que hace que los divertidos intercambios entre Kudrow y sus estrellas invitadas sean aún más impresionantes". Mark A. Perigard de Boston Herald le dio al programa una crítica positiva durante una revisión conjunta deEl ex coprotagonista de Friends de Web Therapy y Kudrow, el programa Episodes de Matt LeBlanc, lo calificó como "mucho más entretenido [que Episodes], pero, por desgracia, tremendamente desigual, probablemente en parte debido a la necesidad de tejer material nuevo en torno a la serie de Internet. del mismo nombre que lo engendró.
La tercera temporada también vio críticas extremadamente positivas de los críticos, con elogios especialmente reservados para la actuación de Megan Mullally. Clark Collins de Entertainment Weekly elogió el espectáculo, con elogios reservados para la actuación de Mullally. Matthew Wolfson le dio a la temporada una crítica positiva, dándole tres estrellas de cinco.

## Medios domésticos
Web Therapy: The Complete First Season se lanzó en DVD en la Región 1 el 19 de junio de 2012, y en la Región 4 el 7 de agosto de 2013. El conjunto de dos discos contiene los 10 episodios de la primera temporada.
Web Therapy: The Complete Second Season se lanzó en el DVD de la Región 1 el 18 de junio de 2013. El conjunto de dos discos contiene los 11 episodios de la segunda temporada, más un episodio no emitido llamado "Royally F****d", en el que Fiona recibe su primer cliente internacional (Natasha Bedingfield) llamando desde el Palacio de Buckingham. Las características especiales incluyen un video detrás de escena, cortes del director con Conan O'Brien y Meryl Streep, video musical con sintonización automática, escenas eliminadas y gag reels.

## Versiones internacionales
El 2 de febrero de 2016, FremantleMedia estrenó en la televisión española un remake de la serie, también titulado Web Therapy. Se emitió en #0 , el canal de televisión insignia de la plataforma de suscripción Movistar+. Está protagonizada por Eva Hache como Rebeca Miller, el equivalente de Fiona Wallice en la serie original.
El 29 de agosto de 2017, se anunció que Stephen Mangan protagonizaría y coescribiría una adaptación británica titulada Hang Ups para Channel 4 en el Reino Unido. Se estrenó el 8 de agosto de 2018.
El 7 de mayo de 2018, la versión israelí "הפסיכולוגית" ("El psicólogo") se subió a YouTube y se estrenó en televisión el 18 de julio de 2018, en el canal כאן 11.
El 21 de octubre de 2015, la versión de Polonia "Web Therapy Web Therapy Shorts Web Therapy PL Web Therapy Polska Web Therapy Player.pl" ("Web Therapy Poland") se cargó en player.pl y se estrenó.
A partir de 2017, la adaptación quebequense (titulada "Web Thérapie") comenzó a transmitirse en el canal de televisión TV5 Québec Canada. Al igual que la versión original, esta adaptación tiene muchas estrellas quebequesas y francocanadienses notables en papeles secundarios e invitados. Édith Cochrane interpreta el papel principal de la "terapeuta" Florence Champagne. A partir de 2021, todavía se transmiten nuevos episodios (en su cuarta temporada).